# Heteropsis mabillei
Heteropsis mabillei is een vlinder uit de familie van de Nymphalidae, uit de onderfamilie van de Satyrinae. De soort is voor het eerst wetenschappelijk beschreven als Strabena mabillei door Arthur Gardiner Butler in een publicatie uit 1879.
De soort komt voor in Madagaskar. 